# 皮埃尔菲特 (孚日省)
皮埃尔菲特（法語：Pierrefitte，法語發音：[pjɛʁfit] ⓘ）是法国大东部大区孚日省的一个市镇，属于讷沙托区。

## 地理
皮埃尔菲特（48°10'7"N, 6°10'34"E）面积8.78 平方千米，位于法国大東部大區孚日省，该省份为法国东北部内陆省份，北起默兹省和默尔特-摩泽尔省，西接上马恩省，南至上索恩省和贝尔福地区省，东临上莱茵省和下莱茵省。
与皮埃尔菲特接壤的市镇（或旧市镇、城区）包括：莱萨布勒沃内特、埃克勒、莱热维尔和邦费、莱兰、蓬莱邦费、伊隆河畔维尔。

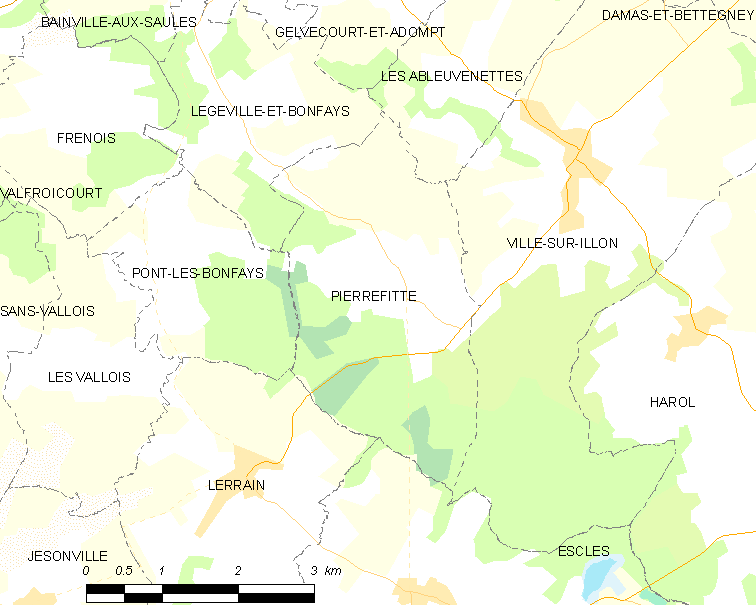
的OSM定位图

皮埃尔菲特的时区为UTC+01:00、UTC+02:00（夏令时）。

## 行政
皮埃尔菲特的邮政编码为88270，INSEE市镇编码为88347。

## 政治
皮埃尔菲特所属的省级选区为达尔内县。

## 人口

1962-2008年间人口变化图示

皮埃尔菲特于2022年1月1日时的人口数量为126人。